# بارتون کریک (تگزاس)
بارتون کریک (به انگلیسی: Barton Creek) یک منطقهٔ مسکونی در ایالات متحده آمریکا است که در شهرستان تراویس، تگزاس واقع شده‌است. بارتون کریک ۱۳٫۹ کیلومتر مربع مساحت و ۳٬۰۷۷ نفر جمعیت دارد و ۲۵۰ متر بالاتر از سطح دریا واقع شده‌است.